# .krd
krd. یک دامنه سطح‌بالای عمومی اینترنت برای اقلیم کردستان عراق است که از ۵ دسامبر ۲۰۱۳ میلادی سازمان فناوری اطلاعات دولت منطقه‌ای اقلیم کردستان عراق به‌عنوان دامنهٔ اصلی خود ثبت کرده‌است.

## دامنه‌های ویژه
وب‌گاه دولت منطقه‌ای کردستان:
- gov.krd